# Veliko Vukovje
Veliko Vukovje is een plaats in de gemeente Garešnica in de Kroatische provincie Bjelovar-Bilogora. De plaats telt 338 inwoners (2001).